# Lomtjärnen (Lits socken, Jämtland, 700774-147052)
Lomtjärnen är en sjö i Östersunds kommun i Jämtland och ingår i Indalsälvens huvudavrinningsområde.